# Глубелька
Глубелька — озеро в басейні річки Страча, на території ландшафтного заказника «Блакитні озера», в Білорусі.
Площа — 0.47 км², довжина — 5.2 км, максимальна ширина — 0.35 км, максимальна глибина — 17 м, середня глибина — близько 6.1 м.
Котловина озера має чашеподібну форму, висота схилів 10-35 метрів, схили вкриті сосновим лісом. В центрі озера розташований острівець площею близько 0.1 га.
В озеро впадає ручай з озера Ячменек, витікає інший ручай — до озера Глубля. Вздовж берегів іде смуга навколоводної рослинності шириною до 10 метрів; в озері росте рослина, занесена в Червону Книгу Білорусі — меч-трава.